# Dose (Landschaftsform)
Als Dose werden mehrere kleine Moore in Nordwestdeutschland bezeichnet, die im Gegensatz zu den großen Mooren der Region wie dem Bourtanger Moor und dem riesigen Moorgebiet zwischen Papenburg und dem Ammerland ringsum von Geest umschlossen sind.
Das größte ist die unter Naturschutz stehende Tinner und Staverner Dose zwischen Meppen und dem Hümmling.
Eine weitere Dose ist das Naturschutzgebiet Theikenmeer, das nach dem eingeschlossenen kleinen See benannt ist.
Das Naturschutzgebiet Bockholter Dose zwischen Bockholte, Vrees und Lindern ist gemeinsames Quellgebiet der Flüsse Marka (nach Nordosten) und Mittelradde. Das Landschaftsschutzgebiet Ginger Dose östlich von Lindern, Quellgebiet der Südradde, und das Naturschutzgebiet Molberger Dose mit Abfluss ostwärts zur Soeste gehen bruchlos ineinander über.